# Luweng Lor
Luweng Lor is een bestuurslaag in het regentschap Purworejo van de provincie Midden-Java, Indonesië. Luweng Lor telt 1085 inwoners (volkstelling 2010).